# Friedrichstadt

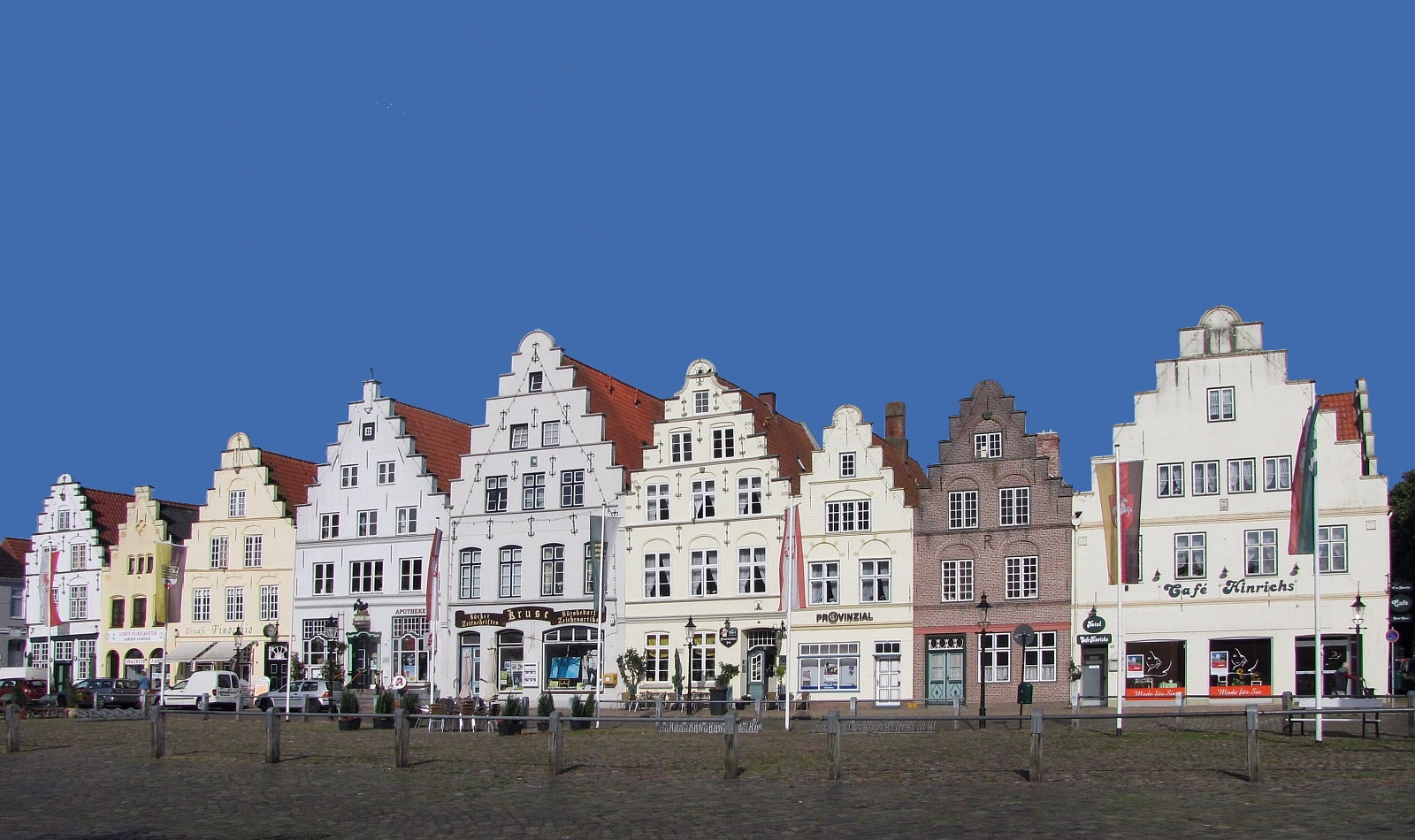
Ensemble completo di tutte le 9 case in stile olandese (con timpano di scale) edificio storico

Friedrichstadt (in danese Frederiksstad, in frisone settentrionale Fräärstää, in basso-tedesco Friesstadt, Frieestadt o Friechstadt, in olandese Frederikstad aan de Eider) è una città di 2 593 abitanti dello Schleswig-Holstein, in Germania.

Appartiene al circondario della Frisia Settentrionale.